# 威清路街道
威清路街道，是中华人民共和国贵州省貴陽市云岩区一个已撤销的街道办事处。
2012年前，下辖：瑞金北路社区、威西门社区、下威清社区、山林社区、鲤鱼社区和延安社区。2012年8月14日，贵阳市人民政府通知决定撤销49个街道办事处，设立90个社区服务中心。